# Adam Paszkiewicz
Adam Paszkiewicz (ur. 16 czerwca 1952 roku w Łodzi) – polski naukowiec – matematyk i fizyk, profesor zwyczajny od 1997. Uczeń i niegdyś doktorant prof. Ryszarda Jajte.

## Zainteresowania naukowe
Pracując na Wydziale Matematyki i Informatyki Uniwersytetu Łódzkiego jako kierownik Katedry Prawdopodobieństwa i Statystyki prowadzi badania w zakresie teorii prawdopodobieństwa, teorii statystyki i analizie funkcjonalnej. Jego osiągnięcia to m.in. charakteryzacja ciągów współczynników szeregów ortogonalnych zbieżnych prawie pewnie oraz ostateczne i optymalne rozstrzygnięcie znanej od lat hipotezy Amemiya-Ando.

## Wyróżnienia
Jest jedynym naukowcem, który został dwukrotnie wyróżniony Nagrodą Główną im. Stefana Banacha Polskiego Towarzystwa Matematycznego: pierwszy raz za rok 1988, a drugi raz za 2010. W 1979 zdobył Nagrodę PTM dla młodych naukowców. Otrzymywał również Nagrody Ministra Nauki i Szkolnictwa Wyższego. W 1977 otrzymał Nagrodę Indywidualną III Stopnia za rozprawę doktorską, w 1988 Nagrodę Indywidualną II Stopnia za rozprawę habilitacyjną oraz w 2011 Nagrodę Indywidualną I Stopnia za osiągnięcia naukowe.